# طه إل شريف بين عامر
طه إل شريف بين عامر هو مهندس وسياسي ليبي، ولد في 1 يونيو 1936، وتوفي في 6 مارس 1978.